# Psicologia
La psicologia és la ciència de la ment i el comportament; especialment, estudia la constitució, el comportament i els estats de consciència de la persona humana. El seu objectiu immediat és comprendre la humanitat per descobrir-ne tant els principis generals com l'estudi de casos més específics, i el seu objectiu final és beneficiar la societat. En aquest camp, hi ha la figura del psicòleg, que és considerat un científic social o del comportament. Els psicòlegs intenten comprendre el paper de les funcions mentals en el comportament individual i social, alhora que exploren els processos fisiològics i neurològics que subjauen en determinades funcions i comportaments.
L'etimologia de la paraula prové del grec psique (ànima), i logos (ciència o tractat). La paraula significa, literalment, "estudi de l'ànima" (psique, que significa 'alè', 'esperit' o 'ànima'), i λογία, que es tradueix com a 'estudi').
Els psicòlegs exploren conceptes com ara la percepció, la cognició, l'atenció, l'emoció, la motivació, el funcionament del cervell amb relació als patrons de comportament i a les diferents maneres de pensar i sentir, la personalitat, el comportament i les relacions interpersonals. Alguns també consideren l'inconscient. Usen mètodes empírics per inferir relacions causals i la correlació entre les variables psicosocials. De manera addicional, o oposadament, utilitzant mètodes empírics i deductius, alguns dels quals —especialment els psicòlegs clínics i els que es dediquen a la conciliació— de vegades es basen en la interpretació simbòlica i altres tècniques d'inducció. La psicologia incorpora la recerca del camp de les ciències socials, les ciències naturals i les humanitats.
Mentre que el coneixement psicològic se sol aplicar a l'avaluació i al tractament dels problemes de salut mental, també s'aplica a la comprensió i a la solució de problemes en diferents esferes de l'activitat humana. Encara que la majoria dels psicòlegs estan involucrats en algun tipus de paper terapèutic (orientació clínica, assessorament i suport a l'escola), molts fan la investigació científica en una àmplia gamma de temes relacionats amb els processos mentals i el comportament social —en general en els departaments de psicologia de les universitats— i també ensenyen aquests coneixements en l'àmbit acadèmic. Alguns treballen en entorns industrials i d'organització, i en altres àrees,
com el desenvolupament humà i l'envelliment humà, l'esport, la salut, els mitjans de comunicació, el dret i la medicina forense.
Des de la seva gènesi com a disciplina, la psicologia s'ha vist immersa en diferents acostaments des dels quals es volia conèixer quin era el funcionament de la ment humana. Així doncs, hi ha diferents punts de vista segons quin sigui l'objecte d'estudi i l'enfocament que se li dona: la psicoanàlisi, creada per Sigmund Freud i que pretén l'estudi de la psicologia des d'un punt de vista "intern", és a dir, s'estudia l'inconscient humà com a causa de pràcticament totes les conductes humanes; el conductisme, que fa referència al fet que el cos humà funcionaria com si fos una màquina la qual davant un estímul emetria una resposta; el cognitivisme, que estudia la ment humana com si fos un ordinador, suposant en realitat una evolució dels conductistes, i que es fusionà amb dues en l'escola conductista-cognitivista; l'humanisme, que parteix de la concepció que la ment humana, si bé funciona com un ordinador en uns certs aspectes, també té altres aspectes com els sentiments (la part emotiva de la ment); l'evolutiva o del desenvolupament, que estudia les diferències psicològiques i del comportament dels éssers humans al llarg de la seva vida; i la psicologia diferencial, que intenta determinar quines són les lleis generals que determinen les diferències de comportament de les persones, i que es fonamenta en la tècnica de l'estudi del cas.

## Història i corrents ideològics
La paraula llatina va ser utilitzada per primera vegada per l'humanista i llatinista croat Marulic Marko, al seu llibre Psichiologia de ratione animae humanae, a finals del segle xv o principis del XVI. La primera referència coneguda en anglès del terme va ser el 1693, en el Diccionari de Física de Steven Blankaart; i fa referència a l'Anatomia, que tracta del cos, i la Psicologia, que tracta de l'ànima."
L'estudi de la psicologia en el context filosòfic es remunta a les antigues civilitzacions d'Egipte, Grècia, la Xina, l'Índia i Pèrsia. Els historiadors apunten als escrits dels antics filòsofs grecs —com Tales, Plató i Aristòtil (especialment en el seu tractat De Anima)— com el primer cos important de treball en l'Oest de ser ric en el pensament psicològic.
Per comprendre l'origen del terme, cal tenir en compte que la psicologia va evolucionar com a ciència independent a partir de la filosofia. El primer pensador que començà a estudiar l'ànima va ser Plató; i ho feia des d'una perspectiva fonamentada en la raó, les idees i les crítiques als sentits. Utilitzava principalment, per tant, el raonament deductiu. Destaca d'aquest autor que va dividir l'ànima en tres parts: el raonament, la memòria i la voluntat.
Aristòtil, deixeble de Plató, va ser el primer estudiós que facilità un concepte sobre el qual ell estudiava: els fets, els pensaments i els sentiments. Així doncs, en De Anima, ell defineix el seu objecte d'estudi, la psique, com "l'entelèquia primera d'un cos natural que en potència té vida", és a dir, l'energia que potencia la vida, l'essència de la vida, l'ànima. Cal destacar que Aristòtil es va diferenciar del seu mestre i creia que la primera font de coneixement era el raonament inductiu.
Per tant, originalment, el mot psicologia es refereix a la ciència que estudia amb un mètode inductiu-deductiu el raonament, la memòria, la voluntat, els pensaments, els sentiments i els fets de les persones; és a dir, la seva essència, la seva ànima. Actualment, però, s'estableix que la Psicologia és la ciència que estudia la conducta humana en la seva expressió més àmplia, entenent com a tal la conducta tant oberta com encoberta, voluntària com involuntària, normal o patològica. Per tant, serien set les grans àrees que afectarien directament l'objecte d'estudi de la psicologia: l'atenció, la percepció, la memòria, el pensament, el llenguatge, la motivació i les emocions.
Posteriorment, ateses les connotacions religioses de l'ànima i atesa la tradició empirista d'aquest estudiós i de la mateixa ciència psicològica, és més adequat interpretar psique com a ment.

### Estructuralisme

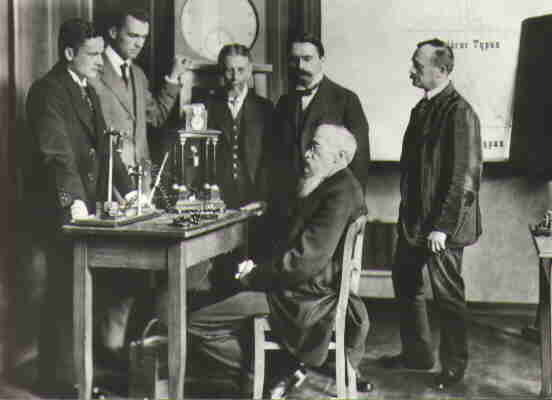
Wilhelm Wundt (assegut) amb els seus col·legues en el seu laboratori psicològic, el primer del seu tipus. A Wundt se li atribueix la creació de la psicologia com un camp de la investigació científica independent de disciplines com la filosofia i la biologia.

Al metge alemany Wilhelm Wundt se li atribueix la introducció del descobriment psicològic en un entorn de laboratori. Conegut com el "pare de la psicologia experimental", va fundar el primer laboratori psicològic a la Universitat de Leipzig, el 1879. Wundt es va centrar a trencar els processos mentals en els components més bàsics, a partir d'una escola de psicologia anomenada estructuralisme. Edward Titchener va ser un altre pensador estructuralista important.

### Funcionalisme
El funcionalisme va formar una reacció a les teories de l'escola estructuralista de pensament i va ser fortament influenciat per l'obra del filòsof i psicòleg nord-americà William James. James va sentir que la psicologia havia de tenir un valor pràctic, i que els psicòlegs havien de saber com la ment pot funcionar en benefici d'una persona. En el seu llibre Principis de Psicologia, publicat el 1890, va establir les bases per a moltes de les preguntes que els psicòlegs van explorar en els anys vinents. Altres pensadors funcionalistes principals incloïen John Dewey i Carr Harvey.
Altres col·laboradors del segle xix del mateix camp inclouen tant el psicòleg alemany Hermann Ebbinghaus —un pioner en l'estudi experimental de la memòria, que va desenvolupar els models quantitatius de l'aprenentatge i l'oblit a la Universitat de Berlín— com el fisiòleg rus Ivan Pavlov i la Unió Soviètica, que va descobrir en els gossos un procés d'aprenentatge que es va anomenar, més tard, "condicionament clàssic" i que s'aplica als éssers humans.
A partir de la dècada de 1950, les tècniques experimentals establertes per Wundt, James, Ebbinghaus i altres es van reiterar. La psicologia cognitiva experimental va estar cada vegada més interessada en la informació i la seva transformació i, finalment, constitueix una part de la ciència cognitiva en general. En els seus primers anys, aquest desenvolupament ha estat vist com una "revolució", ja que tots dos van respondre i reaccionar enfront de les soques de pensament, incloent-hi la psicodinàmica i el conductisme, que s'havien desenvolupat en l'interior.

### Psicoanàlisi

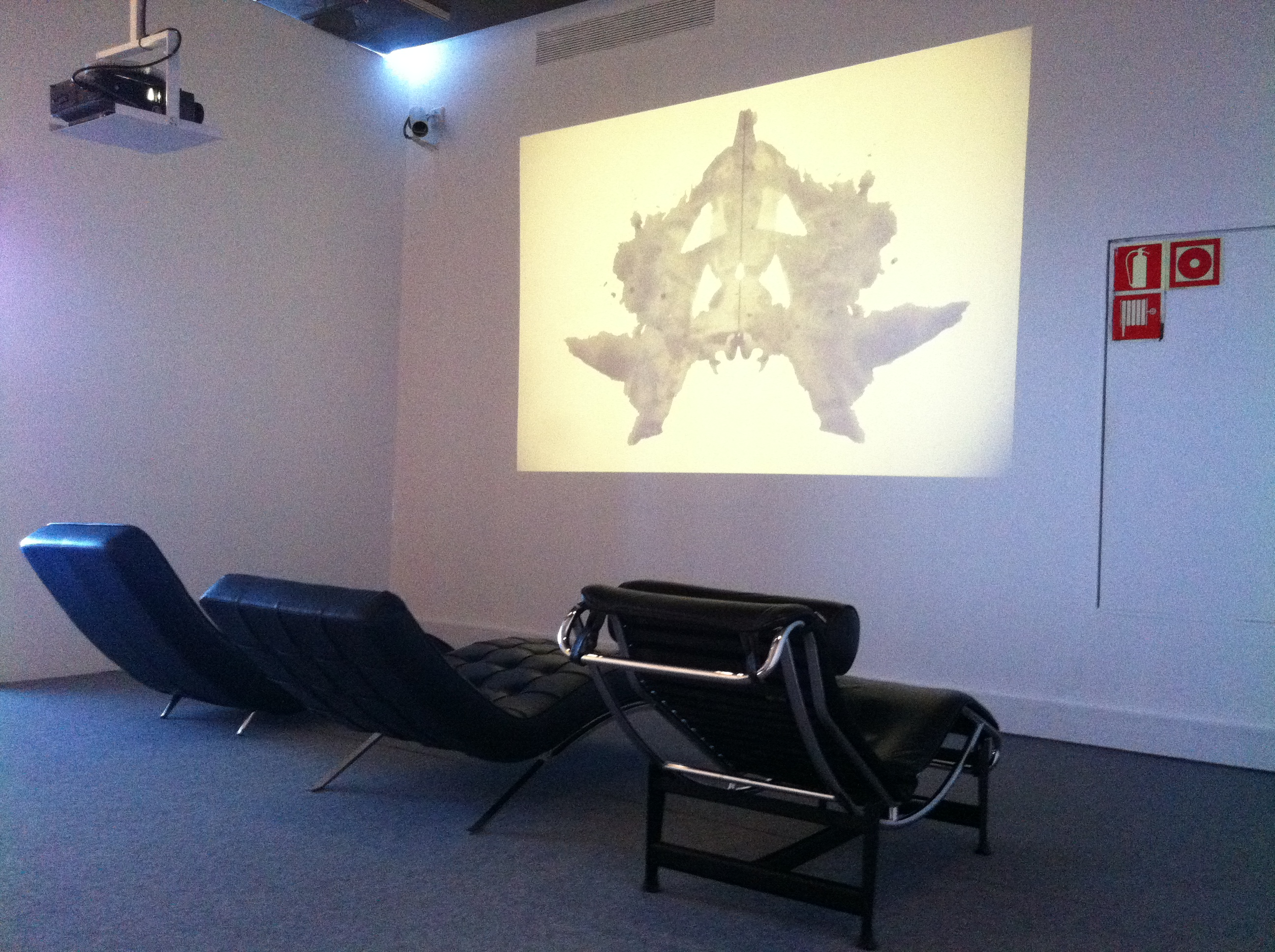
Sala a l'exposició La Trieste de Magris, al CCCB.

Des de la dècada del 1890 fins a la seva mort el 1939, el metge austríac Sigmund Freud va desenvolupar la psicoanàlisi, un mètode d'investigació de la ment i del pensament, un sistematitzat conjunt de teories sobre el comportament humà, i una forma de psicoteràpia per al tractament de trastorns psicològics o emocionals, sobretot els conflictes inconscients.
La teoria psicoanalítica de Freud es va basar sobretot en els mètodes d'interpretació, introspecció i observació clínica. Es va fer molt conegut gràcies al fet d'abordar temes com la sexualitat, la repressió i la ment inconscient; i per aspectes generals del desenvolupament psicològic, que van ser considerats temes tabú a la mateixa vegada. I Freud, servit de catalitzadors, va fer que els temes fossin discutits obertament en la societat educada. La psicoanàlisi es basa en l'associació lliure i ha utilitzat diferents tècniques com són la hipnosi, el Test de Rorschach Arxivat 2017-04-20 a Wayback Machine. (test de les taques), la interpretació onírica, etc. Clínicament, Freud va ajudar en aquest mètode d'associació lliure i va ser el pioner en l'interès terapèutic de la interpretació dels somnis.

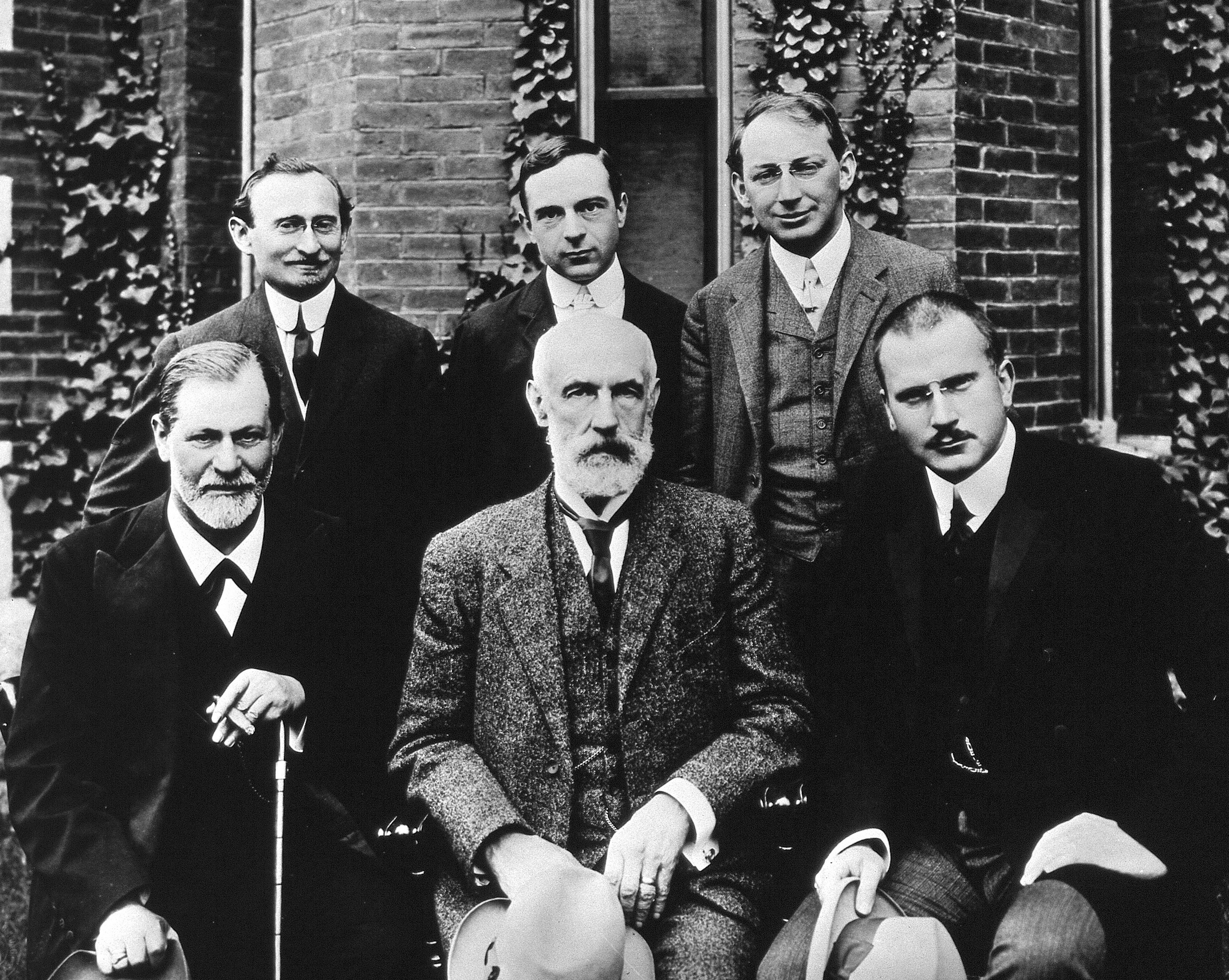
Foto de grup de 1909 davant la Universitat de Clark. Primera fila: Sigmund Freud, G. Stanley Hall, Carl Jung. Fila de darrere: Abraham A. Brill, Ernest Jones, Sandor Ferenczi.

Freud tenia una influència significativa en el psiquiatre suís Carl Jung, ja que la psicologia analítica es va convertir en una forma alternativa de la psicologia profunda. Altres estudiosos psicoanalítics van ser ben coneguts des de mitjans del segle xx; i inclouen psicoanalistes, psicòlegs, psiquiatres i filòsofs. Entre aquests pensadors van destacar Erik Erikson, Melanie Klein, Donald Winnicott, Karen Horney, Erich Fromm, John Bowlby i la filla de Sigmund Freud, Anna Freud. Al llarg del segle xx, la psicoanàlisi es va convertir en diverses escoles de pensament, la majoria de les quals poden ser classificades com Neo-Freudian.
Des de la formulació original de Freud hi ha hagut molta controvèrsia sobre la psicoanàlisi, fins i tot per part dels mateixos psicoanalistes. Se n'ha de destacar la contribució posterior de Jacques Lacan. La teoria psicoanalítica i la teràpia van ser criticades per psicòlegs i filòsofs com B.F. Skinner, Hans Eysenck, i Karl Popper. Popper, filòsof de la ciència, va argumentar respecte a Freud i les teories psicoanalítiques d'Alfred Adler; i va incloure suficients anuncis de salvaguardes especials contra la contradicció empírica per mantenir les teories fora de l'àmbit de la investigació científica. Per contra, Eysenck va sostenir que, tot i que les idees freudianes podrien ser objecte de la ciència experimental, no havien resistit les proves experimentals.
Al segle xx, els departaments de psicologia de les universitats dels Estats Units s'havien orientat, de forma experimental, a marginar la teoria freudiana i la consideraven com un artefacte històric "dessecat i dels morts". Mentrestant, però, els investigadors en l'emergent camp de la neuropsicoanàlisi van defensar algunes de les idees de Freud sobre bases científiques. Per consegüent, els estudiosos de les humanitats van sostenir que Freud no era un "científic en absolut, però ... un intèrpret."

### Conductisme

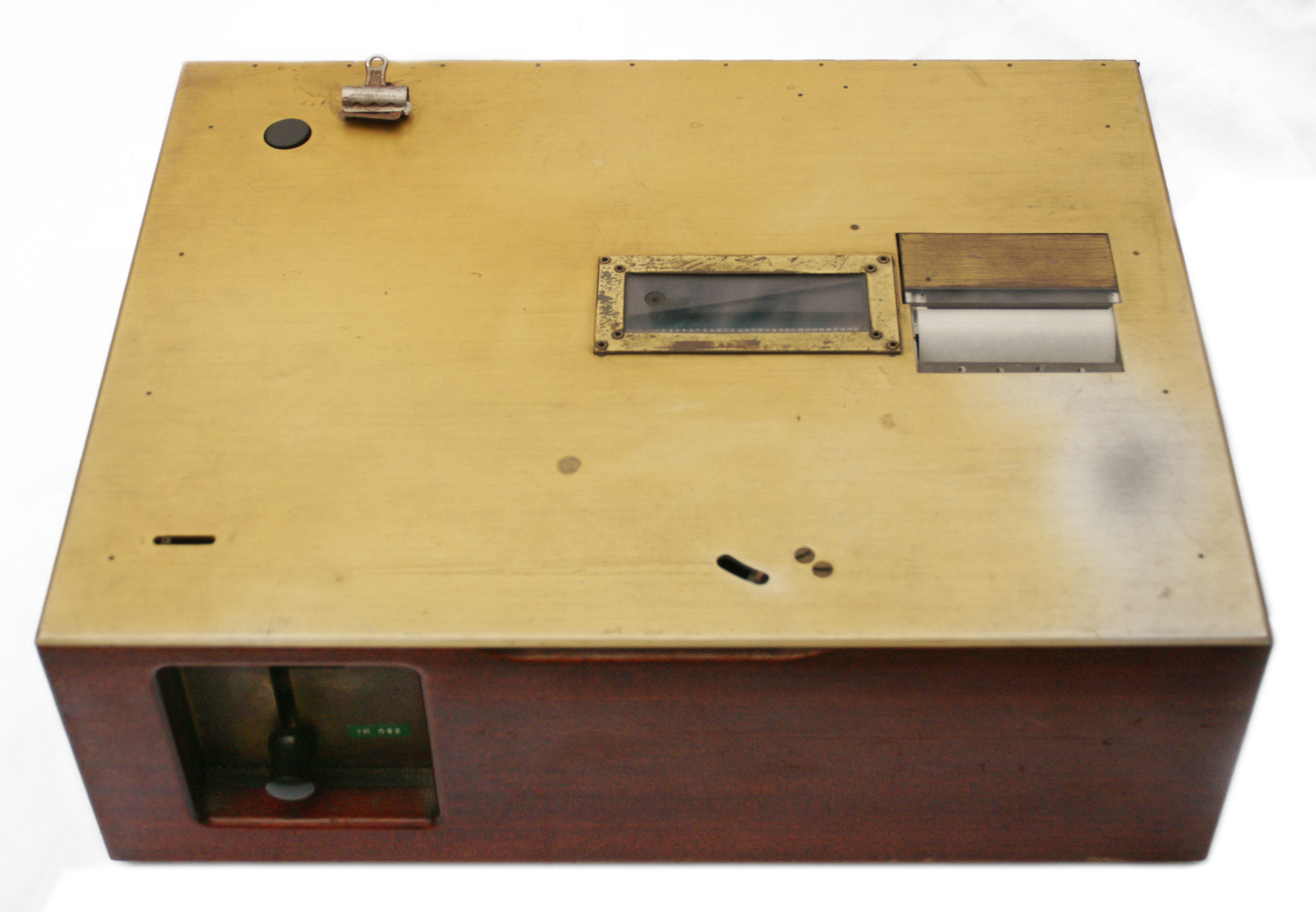
Màquina d'ensenyament de Skinner, un invent mecànic per automatitzar la tasca d'instrucció programada

El conductisme fou fundat als inicis del segle xx per John B. Watson, va ser ampliat per Edward Thorndike, Clark L. Hull, Edward C. Tolman; i, més tard, per B.F. Skinner. El Conductisme descriu les posicions que s'estenen de la creença que l'estudi del comportament té un valor independent d'altres preocupacions. Segons això, el comportament ha de ser l'únic objecte d'estudi de la psicologia i, per tant, els termes mentals (creença, objectius, afectes, etc.) no tenen cap interès per a determinar la conducta. El conductisme és el corrent psicològic que s'interessa només pel comportament. Als Estats Units, aquest paradigma es va convertir en l'escola dominant de pensament durant els anys 50.
El condicionament clàssic és el model conductista primerenc. Els seus postulats es basen en el sentit que les tendències de comportament són determinades per les associacions consecutives entre diversos estímuls ambientals. Els patrons del comportament, aleshores, consisteixen en respostes dels organismes condicionats als estímuls del seu entorn. Els estímuls es van dur a terme per exercir una influència proporcional a la seva repetició prèvia o anterior a la intensitat del seu dolor associat o per plaer. Molta investigació va consistir en l'experimentació amb animals de laboratori, que va anar augmentant en popularitat (com la fisiologia, que es va fer més sofisticada).
El conductista Skinner comparteix amb els seus predecessors una inclinació filosòfica cap al positivisme i el determinisme. Es creu que el contingut de la ment no estava obert a l'escrutini científic i que la psicologia científica havia d'insistir en l'estudi del comportament observable. Es va centrar en les relacions entre ambient-conducta i va analitzar la conducta manifesta i encoberta, és a dir, privada, en funció de la interacció organisme amb el seu medi ambient. Els conductistes generalment rebutjats van treure importància a les explicacions dualistes, com ara "ment" o "consciència" i, en comptes de sondejar un "inconscient" que subjugués en la inconsciència, va parlar dels "comportaments de contingència" en forma de "falta de consciència", la qual es manifesta cap a l'exterior.
Entre els conductistes, les creacions més famoses són l'experiment del Petit Albert i la noció de Skinner del condicionament operant, que va reconèixer que l'acció humana podria afectar els patrons i els cicles dels estímuls ambientals i les respostes de comportament.
La crítica del lingüista Noam Chomsky del model conductista de l'adquisició del llenguatge és àmpliament considerada com un factor clau en la disminució de la importància del conductisme. Martin Seligman i els seus companys van descobrir que el condicionament dels gossos va conduir els resultats ("indefensió apresa") que es va oposar a les prediccions del conductisme. No obstant això, el conductisme de Skinner no va morir, potser pel fet que va generar èxit en les aplicacions pràctiques. La caiguda del conductisme com un model global de la psicologia, però, va donar pas a un paradigma dominant nou: els enfocaments cognitius.

### Humanisme

Piràmide de Maslow. El psicòleg Abraham Maslow el 1943 postula que els éssers humans tenen una jerarquia de necessitats, i té sentit per a satisfer les necessitats bàsiques de primers (aliments, aigua, etc.) abans que les necessitats d'ordre superior es puguin complir.

La psicologia humanista es va desenvolupar, en la dècada del 1950, com a reacció tant al conductisme com a la psicoanàlisi. Mitjançant l'ús de la fenomenologia, la intersubjectivitat i les categories en primera persona, l'enfocament humanista tracta de veure la persona sencera, no solament les parts fragmentades de la personalitat o el funcionament cognitiu. Així doncs, aquesta disciplina estudia com els sentiments afecten determinades conductes humanes i a l'inrevés. Particularment interessant resulta el llibre del psicoanalista Erich Fromm sobre la intel·ligència emocional, qui estudia entre altres coses els jocs psicològics.
L'humanisme se centra de forma exclusiva i, fonamentalment, en els problemes humans, com la voluntat individual lliure, el creixement personal, l'autorealització, la identitat pròpia, la mort, la soledat, la llibertat, i el significat. L'enfocament humanista es distingeix per la seva èmfasi en el significat subjectiu, el rebuig del determinisme i la preocupació per un creixement positiu, en lloc de la patologia. Alguns dels fundadors de l'escola humanista de pensament eren psicòlegs nord-americans, com Abraham Maslow —qui va formular una jerarquia de les necessitats humanes— i Carl Rogers, qui va crear i desenvolupar la teràpia centrada en el client. Més tard, la psicologia positiva va obrir temes humanístics a l'exploració científica.

### Gestalt
Wolfgang Kohler, Max Wertheimer i Kurt Koffka van ser cofundadors de l'escola de psicologia de la Gestalt. Aquest enfocament es basa en la idea que els individus s'enfronten a les coses com totalitats unificades. Aquest enfocament de la psicologia es va iniciar a Alemanya i Àustria, a finals del segle xix, en resposta a l'aproximació molecular de l'estructuralisme. En lloc de trencar els pensaments i el comportament del seu element més petit, la posició de la Gestalt sosté que la totalitat de l'experiència és important, i el tot és diferent de la suma de les parts. La psicologia de la Gestalt no s'ha de confondre amb la teràpia Gestalt de Fritz Perls, que només està perifèricament vinculada a la psicologia Gestalt.

### Existencialisme
Rollo May, influenciat en gran manera per l'obra del filòsof alemany Martin Heidegger i el filòsof danès Søren Kierkegaard, era un psicoanalític entrenat i un psicòleg nord-americà pioner en una raça de la psicologia existencial, que incloïa la teràpia existencial, en els anys 1950 i 1960. Era un psicòleg existencial diferent dels altres i sovint el classifiquen com a humanista. La seva opinió era relativament neutral sobre la naturalesa humana i la seva avaluació era relativament positiva sobre l'ansietat.
Els psicòlegs existencialistes fan èmfasi en els temes humanístics de la mort, el lliure albir, i el significat; i suggereixen que el significat pot ser en forma de mites o patrons narratius, i que pot ser encoratjat per l'acceptació de la lliure voluntat; encara que sovint el que fa ansiós és la mort i les perspectives de futur. El psiquiatre austríac existencialista i supervivent de l'Holocaust, Viktor Frankl, assenyala l'evidència dels efectes del poder terapèutic de les reflexions recollides del seu propi internament, i va crear una varietat de psicoteràpia anomenada logoteràpia existencial. A més de Frankl, en destaquen el psicoanalista suís Ludwig Binswanger i el psicòleg nord-americà George Kelly, que es pot dir que pertanyen a l'escola existencial.

### Cognitivisme

La il·lusió de Müller-Lyer. Els psicòlegs fan inferències sobre els processos mentals dels fenòmens compartits, com ara il·lusions òptiques.

La psicologia cognitiva és la branca de la psicologia que tracta els processos mentals, inclòs els estudis de com pensa la gent, com perceben, recorden i aprenen. Com a part del camp més gran de la ciència cognitiva, aquesta branca de la psicologia es relaciona amb altres disciplines com la neurociència, la filosofia i la lingüística. La psicologia cognitiva ja no estudia la ment humana com si fos qualsevol tipus de màquina, (E-----R) sinó com si fos un ordinador, és a dir, un estímul processador d'informació, de respostes.
Noam Chomsky va ajudar a encendre una "revolució cognitiva" en psicologia quan va criticar les nocions conductistes de "estímul", "resposta", i "reforç", argumentant que aquestes idees -que Skinner havia pres dels experiments amb animals en el laboratori- podrien aplicar-se a la conducta humana complexa, sobretot l'adquisició del llenguatge, en només una manera vaga i superficial. El postulat que els éssers humans neixen amb l'instint o "facilitat innata" per a l'adquisició de llenguatge planteja un desafiament a la posició conductista que tot el comportament (inclòs l'idioma) és contingent en l'aprenentatge i el reforç. Els teòrics de l'aprenentatge social, com Albert Bandura, van sostenir que l'entorn del nen pot fer aportacions als propis comportaments d'un subjecte observador.
Mentrestant, la tecnologia de l'acumulació va ajudar a renovar l'interès i la creença en els estats mentals i les representacions, és a dir, el coneixement que havia caigut en desgràcia amb els conductistes. El neurocientífic anglès Charles Sherrington i el psicòleg canadenc, Donald O. Hebb van utilitzar mètodes experimentals que relacionen als fenòmens psicològics amb l'estructura i funció del cervell. Amb l'auge de la informàtica i la intel·ligència artificial es van elaborar les analogies entre el tractament de la informació pels éssers humans i el processament de la informació per les màquines. La investigació en la cognició pràctica es va demostrar des de la Segona Guerra Mundial, quan van ajudar a la comprensió del funcionament d'armes. A la fi del segle xx, però, el cognitivisme s'havia convertit en el paradigma dominant de la psicologia i, la psicologia cognitiva va sorgir com una branca popular.

## Àrees d'estudi
La psicologia, en tant que ciència humana d'un animal social sobre un substrat biològic, comparteix àrees d'estudi amb altres ciències. Les principals àrees on la psicologia desenvolupa els seus estudis són:
- Àrea biològica

S'entén que tota conducta prové de l'activitat de l'encèfal, cervell o sistema nerviós central (SNC). La psicobiologia o neurociència estudia el funcionament de la bioquímica del SNC, així com les neuroestructures on s'ubiquen els elements que possibiliten l'existència de la memòria, el llenguatge, els pensaments, les emocions, els sentiments i finalment les conductes obertes o motrius. També s'entén per psicobiologia tots els estudis que correlacionen les reaccions del sistema nerviós perifèric amb la conducta humana, i la psicoendocrinologia n'és una de les àrees destacades. L'avenç en aquesta àrea ha possibilitat l'existència de la psicofarmacologia.
- Àrea fisiològica

La fisiologia de la conducta o psicofisiologia estudia les reaccions fisiològiques que s'esdevenen dins del cos humà davant d'un fet psicològic (un record, una mentida, una emoció, ...). En relació directa amb la psicobiologia, la psicofisiologia estudia variables més estructurals com les alteracions musculars, la pressió arterial o la sudoració. L'avenç en aquesta àrea ha possibilitat l'existència de les tècniques d'autocontrol i relaxació.
- Àrea conductual

És la part més fàcilment observable de la psicologia humana i el mitjà d'expressió dels nivells anteriors. S'estudia, per tant, com les variables ambientals afecten la conducta oberta (reaccions motrius) i encoberta (cognicions i emocions), així com la interacció entre aquests tres elements: conducta, pensaments i emocions. L'avanç en aquesta àrea ha possibilitat l'existència de la psicoteràpia individual.
- Àrea social

La psicologia social o psicosociologia és la branca de la psicologia i la sociologia on s'estudien els éssers humans i com les seves interaccions amb la societat afecten la seva conducta oberta i encoberta. Es fa especial èmfasi en l'afectació que provoca l'existència dels rols, el lideratge, l'estil de comunicació, la família o la cultura (de fet la psicologia cultural considera que cultura i ment són inseparables per a una correcta anàlisi).

### Branques
Aquestes àrees d'estudi donen lloc a les diferents branques o disciplines de la psicologia:
- Psicologia ambiental.
- Psicologia clínica.
- Psicologia cognitiva.
- Psicologia del desenvolupament.
- Psicologia experimental.
- Psicologia evolucionista.
- Neuropsicologia.
- Psicologia social.
- Psicologia de les emocions.
- Psicologia aplicada.
- Psicologia positiva.

## Psicòlegs famosos
Categoria principal: psicòlegs
- Wilhelm Wundt.
- Sigmund Freud.
- Jean Piaget.
- Henri Wallon.
- Burrhus Frederic Skinner.
- Arnold Lucius Gesell.
- Edwin Ray Guthrie.
- Emili Mira i López.
- Carl Rogers.
- John Broadus Watson.